# Salindres
Salindres é uma comuna francesa na região administrativa de Occitânia, no departamento de Gard. Estende-se por uma área de 11,53 km². Em 2010 a comuna tinha 3 556 habitantes (densidade: 308,4 hab./km²).